# 東九州石油
東九州石油株式会社（ひがしきゅうしゅうせきゆ）は、大分県大分市生石（いくし）に本社を置き、大分県及び宮崎県にガソリンスタンドを展開する企業。牛のマークを目印にしている。
石油元売事業者はコスモ石油、太陽石油（SOLATO）、ENEOS、伊藤忠エネクス（CARENEX）。特約店の中には自社PB（無印スタンド）のTOSEKIもある。

## 沿革
- 1949年（昭和24年） - 大分鉱油株式会社として設立。大分市の春日浦に給油所を開設。
- 1950年（昭和25年）〜1959年（昭和34年） - 津久見市、佐伯市、竹田市、臼杵市、別府市に給油所を設立。
- 1966年（昭和41年） - 宮崎市に宮崎ツバメ石油株式会社を設立。宮崎市内に3つの給油所を開設。
- 1969年（昭和44年）〜1972年（昭和47年） - 国東市、豊後高田市に給油所を開設。
- 1973年（昭和48年） - 福岡市に福岡ツバメ石油株式会社を設立。（その後、昭和59年に大分鉱油株式会社と合併）。
- 1976年（昭和51年） - 大分市に大鉱不動産商事株式会社（現・大鉱通商株式会社）を設立。
- 1984年（昭和59年） - 大分市に丸石燃料株式会社を設立。（その後、平成3年に大分鉱油株式会社と合併）。
- 1986年（昭和61年） - 大分市に大分共備サービス株式会社を共同出資により設立。
- 1988年（昭和63年） - 大分市に豊生商事株式会社を共同出資により設立。
- 1989年（平成元年） - 本社ビルを取得し、大分市春日浦より生石に移転。
- 1997年（平成9年） - 宮崎ツバメ石油株式会社と合併し、東九州石油株式会社に社名変更。
- 1998年（平成10年） - 臼杵市に中国陶瓷美術館をオープン（会社設立50周年記念事業）。
- 2004年（平成16年） - 宮崎石油基地事業開始。
- 2005年（平成17年） - 資本金を2,700万円より5,000万円に増資。

## 資本金
- 5,000万円

## 売上高の推移
- 平成12年度 - 185億円
- 平成13年度 - 165億円
- 平成14年度 - 169億円
- 平成15年度 - 169億円
- 平成16年度 - 195億円
- 平成17年度 - 287億円
- 平成18年度 - 310億円
- 平成19年度 - 317億円

## 会社組織
- 直営店舗 - 大分県内 21給油所、宮崎県内 5給油所
- 特約店 - 大分県内 27店舗、宮崎県内 24店舗

合計77店舗

## グループ会社
- 大鉱通商株式会社 - ビル管理、SS経営、石油タンク検査
- 宮崎石油基地株式会社 - 宮崎の石油貯蔵所
- エネルギア株式会社 - ガソリンスタンド運営
- 大分共備サービス株式会社 - 液化ガス基地内での作業と船舶代理店事業
- 燕印協同組合
- 中國陶瓷（とうし）美術館 - 中国陶器の美術館